# JR博多城

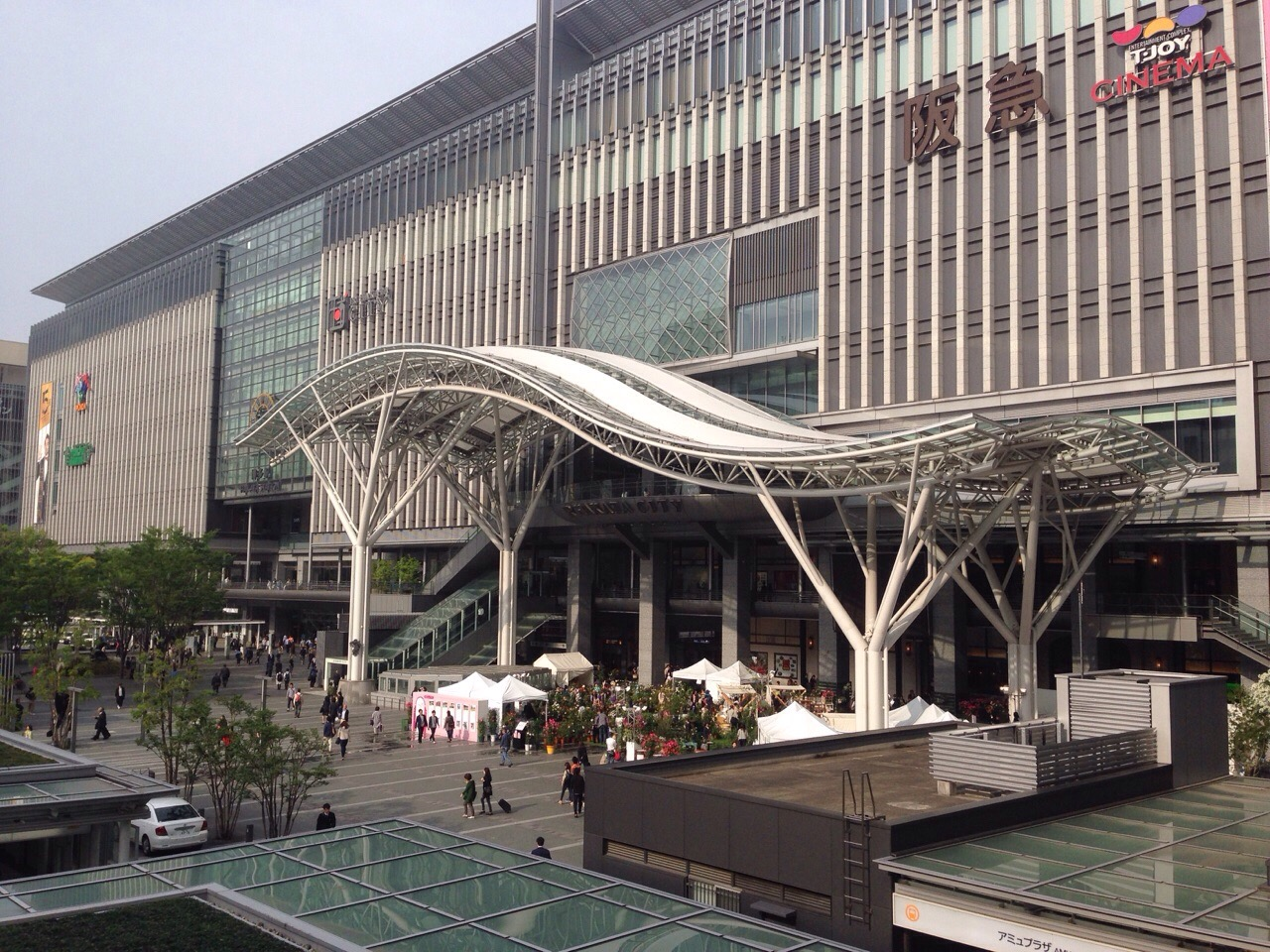

JR博多城（日语：JR博多シティ、ジェイアールはかたシティ）是位於日本福岡縣福岡市博多區博多站中央街的一座大型商業設施。這一設施開業於2011年3月3日。阪急百貨店入駐這一設施內。建築的地上部分高約60公尺，是日本最大規模的車站大廈。

## 外部連結
- JR博多シティ アミュプラザ博多 （页面存档备份，存于）
- ハンズ博多店 （页面存档备份，存于）
- 博多阪急 （页面存档备份，存于）
- 博多1番街 （页面存档备份，存于）
- JR博多シティ アクセス・駐車場 （页面存档备份，存于） （駐車場の空き状況表示がある）
- 博多駅 （页面存档备份，存于）（駅情報）- 九州旅客鉄道
- 博多駅｜駅情報：JRおでかけネット （页面存档备份，存于） - 西日本旅客鉄道